# Alfredo Ignácio Trindade
Alfredo Ignácio Trindade (São Paulo, 1 de setembro de 1908 − São Paulo, 19 de março de 1969) foi um economista, jornalista, dirigente esportivo e político brasileiro.

## Biografia
Nascido do bairro do Pari, na capital paulista, filho do casal de portugueses Acácio Alfredo Trindade e de Maria Isménia Trindade. Formou-se em economia em 1930, tornado-se chefe de escritório na SKF de Rolamentos do Brasil, sendo promovido três anos depois a gerente. Em 1939, casou-se com Ana Eugênia Ribeiro, com quem teve dois filhos, Alfredo José Trindade e Francisco Alfredo Trindade.

## Dirigente esportivo
Amante do futebol Alfredo praticava o esporte na juventude embora não levasse muito jeito para prática, apesar de sua paixão pelo futebol, seu grande amor mesmo era o Corinthians, onde dedicava grande parte de seu tempo. Sua entrada no clube se deu durante a gestão do presidente Manuel Correcher (1935-1940), colaborando em muitos assuntos do dia-a-dia do clube. Assumiu a presidência do Corinthians pela primeira vez em 1943, ocupando o cargo até 1947, quando entrega o cargo ao presidente Lourenço Fló Júnior, retornando a presidência em 1949 e cumprindo 6 mandatos consecutivos, até 1959, passando o cargo, ao folclórico Vicente Matheus. Durante sua gestão a frente do Corinthians, foi responsável pela construção do parque aquático do Parque São Jorge, obra iniciada em 1946 e entregue em 30 de setembro de 1950, foi durante sua gestão também, que foram promovidos grandes mudanças no futebol do Corinthians, o clube amargava um jejum de conquistas que durava desde 1941, quando venceu seu último campeonato paulista, isso mudaria no final da década de 1940, promovendo os jovens jogadores da base como: Idário, Luizinho, Roberto Belangero e o goleiro Cabeção, além da contração de nomes ainda não conhecidos como os de, Claudio e Baltazar, formando um dos elencos mais vitoriosos da histórica do clube, que venceram grande competições, ao longo da década.

## Carreira política

### Vereador
Filiado ao PSD, foi eleitor vereador na cidade de São Paulo, recebendo 7375 votos, durante seu mandato na câmara municipal foi membro de diversas comissões na casa, sendo elas: 
Nas eleições de 1960, não consegue se reeleger, tendo recebido 3316 votos, que deixaram como suplente, tendo substituído os titulares dos mandatos ao longo daquela legislatura.

### Deputado estadual
Nas eleições estaduais de 1962, lança seu nome novamente a um cargo público, agora buscando uma vaga na Assembleia Legislativa de São Paulo, filiado ao PR, sendo eleito deputado em 7 de outubro daquele ano, recebendo 8.275 votos, e ocupando o cargo até 1967.

## Morte
Morreu em 19 de março de 1969, no Hospital Beneficência Portuguesa, onde estava internado, vítima de infarto e foi sepultado no cemitério da Consolação, na capital paulista. 

## Homenagem
Em sua honra a escola estadual do Tucuruvi, recebe o nome de "E.E. Alfredo Inácio Trindade."